# Archibald B. Darragh

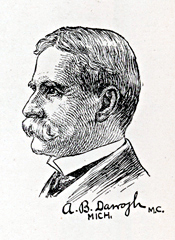
Archibald B. Darragh

Archibald Bard Darragh (* 23. Dezember 1840 in La Salle, Monroe County, Michigan; † 21. Februar 1927 in St. Louis, Michigan) war ein US-amerikanischer Politiker. Zwischen 1901 und 1909 vertrat er den Bundesstaat Michigan im US-Repräsentantenhaus.

## Werdegang
Archibald Darragh besuchte sowohl öffentliche als auch private Schulen. Danach studierte er bis 1859 an der University of Michigan in Ann Arbor. Anschließend arbeitete er als Lehrer. Während des Bürgerkrieges war er Soldat in einer Infanterieeinheit im Heer der Union. Dabei brachte er es bis 1865 bis zum Hauptmann. Im Jahr 1867 wurde Darragh Schulrat in Jackson. 1870 zog er nach St. Louis, wo er im Bankgewerbe tätig wurde. Im Jahr 1872 war er Kämmerer im Gratiot County.
Politisch war Darragh Mitglied der Republikanischen Partei. In den Jahren 1882 und 1883 saß er als Abgeordneter im Repräsentantenhaus von Michigan. 1893 wurde er zum Bürgermeister von St. Louis gewählt. Außerdem war er im Aufsichtsrat der staatlichen Nervenheilanstalt von Michigan. Bei den Kongresswahlen des Jahres 1900 wurde er im elften Wahlbezirk von Michigan in das US-Repräsentantenhaus in Washington, D.C. gewählt, wo er am 4. März 1901 die Nachfolge von William S. Mesick antrat. Nach drei Wiederwahlen konnte er bis zum 3. März 1909 vier Legislaturperioden im Kongress absolvieren.
1908 verzichtete Archibald Darragh auf eine weitere Kandidatur. Anschließend zog er sich aus der Politik zurück. In den folgenden Jahren arbeitete er wieder im Bankgewerbe. Er starb am 21. Februar 1927 in St. Louis.